# Anna Laue
Anna Laue (* 23. April 1986) ist eine deutsche Fußballspielerin, die nach ihrem Karriereende 2019 nunmehr seit Februar 2023 für Türkiyemspor Berlin in der drittklassigen Regionalliga Nordost erneut Ligafußball spielt.

## Karriere

### Vereine
Laue begann im westfälischen Steinhagen im Kreis Gütersloh beim Mehrspartensportverein Spvg Steinhagen mit dem Fußballspielen und gehörte im Jahr 2002 zuletzt der B-Jugendmannschaft an. Im Alter von 16 Jahren wurde sie vom FC Gütersloh 2000 verpflichtet. Am Saisonende belegte sie mit ihrer Mannschaft in einem Teilnehmerfeld von 13 Mannschaften den ersten Platz, verbunden mit der Teilnahme an der Aufstiegsrunde zur Bundesliga; mit dem letzten Platz der fünf teilnehmenden Regionalligameistern wurde der Aufstieg verpasst. Erst am Ende der Folgesaison qualifizierte sie sich mit ihrer Mannschaft als Drittplatzierter für die 2. Bundesliga. Nachdem sie von 2004 bis 2007 in dieser Spielklasse zu Punktspielen gekommen war, begab sie sich nach Kanada, um für den Ottawa Fury FC in der USL W-League, der zweithöchsten Spielklasse im US-amerikanischen und kanadischen Frauenfußball, zu spielen. Nach der Saison 2007/08 kam sie im Jahr 2008 für die Vancouver Renegades und in Indianapolis für den FC Indiana ebenfalls in der USL W-League zum Einsatz; für letztgenannten Verein erzielte sie ein Tor in drei Punktspielen in der Midwest Division.
Nach Deutschland Anfang des Jahres 2009 zurückgekehrt, fand sie im Bundesliganeuling Herforder SV ihren neuen Verein, für den sie in der Rückrunde der Saison 2008/09 in allen restlichen 13 Punktspielen eingesetzt wurde. Ihr Pflichtspieldebüt am 8. Februar 2009 (10. Spieltag) beim 2:2-Unentschieden im Auswärtsspiel gegen den Bundesligaaufsteiger FF USV Jena betrug 69. Minuten. Ihr erstes Tor in der höchsten Spielklasse erzielte sie am 22. März 2009 (16. Spieltag) beim 3:2-Sieg im Heimspiel gegen den SC 07 Bad Neuenahr mit dem Treffer zum 3:0 in der 32. Minute. Bis zur Saison 2013/14, in der sie einzig und letztmalig am 6. Oktober 2013 (3. Spieltag) beim 2:2-Unentschieden im Heimspiel gegen den FC Viktoria 1889 Berlin spielte, glich ihre Mannschaft einer Fahrstuhlmannschaft. Auf den Abstieg, folgte der Aufstieg, dem sich erneut der Abstieg anschloss.
Im Zeitraum vom 23. Februar 2014 (12. Spieltag) bis zum 15. Mai 2016 (22. Spieltag) bestritt sie 42 Punktspiele für Blau-Weiß Hohen Neuendorf, für den sie 23 Tore erzielte, davon neun in 23 Zweitligaspielen, 14 in 19 Drittligaspielen.
In der Saison 2016/17 war sie für die Frauenfußballmannschaft des 1. FC Schöneberg in der Landesliga Berlin aktiv, bevor sie von 2017 bis 2022 dem FC Hertha 03 Zehlendorf angehörte und bis Saisonende 2018/19 in der Berlin-Liga zum Einsatz kam und in 15 Punktspielen zwei Tore beisteuerte. Nach ihrem Karriereende und ihrer über vierjährigen Abstinenz vom Fußballsport, kehrte sie zu diesem zurück. 
Seit dem 19. Februar 2023 (14. Spieltag) spielt sie für Türkiyemspor Berlin in der drittklassigen Regionalliga Nordost.

### Nationalmannschaft
Laue kam im Kalenderjahr 2003 in jeweils einem Länderspiel für die U17- und U19-Nationalmannschaft zum Einsatz. In ihrem ersten, in dem sie die erste Spielhälfte bestritt, gab es den 2:1-Sieg über die
U17-Nationalmannschaft Schwedens, in ihrem zweiten, ab der zweiten Spielhälfte, die 0:4-Niederlage gegen die US-amerikanische U19-Nationalmannschaft.

## Erfolge
- Meister 2. Bundesliga Nord 2010 und Aufstieg in Bundesliga
- Torschützenkönigin 2. Bundesliga Nord 2013 (mit 22 Toren)[8]
- Meister Regionalliga West 2003 und Aufstieg in die